# Румянцевская летопись
Румянцевская летопись — памятник белорусско-литовского летописания; список расширенной редакции «Хроники литовской и жмойтской», аналогичный тексту Ольшевской летописи.
Основное содержание Румянцевской летописи — история Великого княжества Литовского от легендарных времен до 1567 года (в 1569 году была заключена Люблинская уния). Наиболее развернуто и детально описан период княжения Витовта, поданный согласно «Летописцу великих князей литовских».
Сохранилась в историческом сборнике 2-й половины XVII века русского происхождения, который в XVIII веке бытовал в Подмосковье, потом в библиотеке графа Михаила Петровича Румянцева (от этого и название), сейчас в Российской государственной библиотеке.
Кроме белорусско-литовской хроники в сборнике содержится много летописных отрывков и исторических произведений, посвященных важным событиям мировой и российской истории: о падении Иерусалима, взятии Константинополя турками, Куликовской битве.
Румянцевская летопись впервые была опубликована в 1902 году Борисом Вахевичем, переиздана Николаем Улащиком в 35-м томе «Полного собрания русских летописей».